# Srikakulam
Srikakulam – miasto w Indiach, w stanie Andhra Pradesh. W 2011 roku liczyło 147 015 mieszkańców.